# 혼나 요코
혼나 요코(일본어: 本名 陽子 ほんな ようこ[*], 1979년 1월 7일~)는 일본의 여자 성우이다. 사이타마현 소카시 출신으로, 소속사는 리맥스이다.

## 출연작

### TV 애니메이션
2004년
- 두 사람은 프리큐어 (미스미 나기사(묵하람)/큐어 블랙)

2005년
- 두 사람은 프리큐어 Max Heart (미스미 나기사/큐어 블랙)

2006년
- 사랑하는 천사 안젤리크 ~마음이 눈뜰 때~ (안쥬)
- Ray The Animation (미사토)
- xxx Holic (린)
- 이누카미 (이구사)
- 오! 나의 여신님 2기 : 각자의 날개 (에쿠스)

2007년
- 기동 전사 건담00 (스메라기 리 노리에가)
- 사랑하는 천사 안젤리크 ~빛나는 내일~ (안쥬)
- 우당탕탕 잉양요 (잉)

2008년
- 기동 전사 건담00 2nd Season (스메라기 리 노리에가)

2010년
- 하나마루 유치원(사쿠라)

### 극장판 애니메이션
1991년
- 추억은 방울방울 (어린이 오카지마 타에코)

1995년
- 귀를 기울이면 (츠키시마 시즈쿠)

2002년
- 고양이의 보은 (치카)

2005년
- 프리큐어 Max Heart 극장판,2 (미스미 나기사/큐어 블랙)

2009년
- 프리큐어 올스타즈 DX 모두 친구☆기적의 전원 대집합! (미스미 나기사/큐어 블랙)

### OVA
2004년
- 건버스터 (냐안 노크 챰)

2007년
- 사쿠라 대전 뉴욕 뉴욕 (요시노 안리)